# Blåbärssprickling
Blåbärssprickling (Coccomyces leptideus) är en svampart som först beskrevs av Elias Fries, och fick sitt nu gällande namn av B. Erikss. 1970. Blåbärssprickling ingår i släktet Coccomyces och familjen Rhytismataceae.  Arten är reproducerande i Sverige. Inga underarter finns listade i Catalogue of Life.